# Suresnes
Suresnes (pronuncia: /syˈʁɛn/; 46 477 abitanti nel 2009) è un comune francese dell'Île-de-France nel dipartimento dell'Hauts-de-Seine.

## Geografia fisica
Situato nella banlieue ovest di Parigi, sulla riva sinistra della Senna, ospita il Forte del Mont Valérien, memoriale nazionale dei martiri della resistenza, e un cimitero militare americano.

## Storia

### Simboli
Lo stemma di Suresnes è stato adottato nel 1962.
Le lettere S e L sono le iniziali di Saint Leufroy, san Leufredo d'Évreux, patrono del paese, titolare dell'antica chiesa distrutta nel 1906.

## Società

### Evoluzione demografica
Abitanti censiti

### Istituzioni, enti e associazioni
Sono presenti un ospedale universitario e la SKEMA Business School.

## Amministrazione

### Gemellaggi
- Gottinga
- Hackney, dal 1962
- Hann. Münden, dal 1959
- Holon, dal 1961
- Kragujevac, dal 1967
- Villaco, dal 1992

Inoltre, il comune di Suresnes ha firmato contratti di cooperazione con:
- Cap-Haïtien, dal 1998
- Colmenar Viejo, dal 1999